# Swing riots
 (mai 2013).
Si vous disposez d'ouvrages ou d'articles de référence ou si vous connaissez des sites web de qualité traitant du thème abordé ici, merci de compléter l'article en donnant les références utiles à sa vérifiabilité et en les liant à la section « Notes et références ».
Le terme Swing riots désigne le soulèvement généralisé des travailleurs agricoles du sud et de l'est de l'Angleterre en 1830. Les émeutiers, des paysans appauvris et sans terres, cherchèrent à mettre un terme aux réductions de salaires imposées par l'avènement des batteuses dans les exploitations agricoles. Quand leurs doléances étaient ignorées, les manifestants s'en prenaient aux workhouses et aux bâtiments qui servaient à entreposer la dîme, mais avaient également recours aux incendies de récoltes, à la destruction des batteuses ou encore à l'abattage du bétail.
Ce mouvement fait écho au soulèvement des travailleurs du textile de 1811, le Luddisme.
La première batteuse fut détruite dans la nuit du samedi 28 août 1830. En octobre de la même année, une centaine de batteuses avaient déjà été détruites dans la partie est du comté de Kent.
Un grand mystère entoure la figure de proue du mouvement, Captain Swing, dont le nom paraphe un grand nombre de lettres de menaces envoyées à des propriétaires de fermes, des magistrats, des pasteurs et autres. La première mention des Swing letters a été faite dans l'édition du 21 octobre 1830 de The Times. Captain Swing n'a jamais été identifié et la plupart des historiens pensent qu'il n'a jamais existé et qu'il ne s'agirait en fait que d'un nom collectif utilisé par les frondeurs comme un épouvantail face à leurs opposants, l'anonymat étant préférable dans un contexte répressif.
Les Swing Riots ont de nombreuses causes directes mais sont principalement le résultat de l'appauvrissement progressif des ouvriers agricoles sur plus de 50 ans. La colère des ouvriers fut principalement tournée vers trois cibles, sources de leur détresse : le système de la dîme, celui des Poor laws et les riches propriétaires fermiers qui réduisaient les salaires à la suite de l'acquisition de batteuses.

## Les causes du soulèvement
Au début du XIXe siècle, l'Angleterre faisait exception en Europe par son manque de petits propriétaires fermiers. Le système de bocages imposé par le Parlement au siècle précédent avait fait disparaître le droit pour les plus pauvres à nourrir leurs animaux - bovins, ovins, volailles et autres oies - sur ce qui était jusqu'alors les terrains communaux. Les terrains communaux avaient alors été divisés entre les plus gros propriétaires terriens locaux, ne laissant pour seule option aux fermiers sans terres que d'offrir leurs services à leurs riches voisins en échange d'un salaire. Le système fut viable pendant toute la durée des guerres napoléoniennes car la main d'œuvre était rare à cause des conscriptions et les prix du maïs étaient élevés, mais la paix de 1815 entraîna une flambée du prix des céréales et un surplus de main d'œuvre.
Le statut social des travailleurs agricoles avait également diminué. Dans les années 1780, les ouvriers recevaient un salaire à l'année. À cette époque, les ouvriers recevaient leur salaire à la fois en nature et en espèces, travaillaient aux côtés de leur employeur et mangeaient la plupart du temps à sa table. Au fil des années, le fossé entre les employeurs et les ouvriers s'élargit. Les ouvriers ne furent plus payés qu'en espèces et pour des périodes de plus en plus courtes. Au début, la paye était versée tous les mois, puis les contrats devinrent hebdomadaires et les ouvriers agricoles devinrent dépendants de la charité paroissiale sitôt leurs contrats arrivés à terme. Cette précarisation du travail fut pour une grande part à l'origine des événements de 1830.
Les Poor law élisabéthaines, introduites en 1601, commencèrent à montrer leurs limites. Ce système fonctionnait par le prélèvement d'une taxe auprès des exploitants agricoles qui servait ensuite dans l'assistance aux personnes pauvres ou malades de la paroisse. Mais ces subsides était minimes et des conditions dégradantes étaient parfois imposées pour leur obtention. Alors que de plus en plus de personnes devenaient dépendantes de ces aides, les employeurs n'avaient de cesse de se plaindre du poids de ces prélèvements sur leurs comptes, ce qui réduisit d'autant le niveau des aides perçues par les pauvres. Trois miches et demie de pain étaient considérées comme le minimum vital pour un homme à Berkshire en 1795. Pourtant, la ration quotidienne était tombée à deux miches en 1817 à Wiltshire. Ce recours presque systématique des ouvriers à la charité paroissiale entraîna une diminution de leurs salaires par les employeurs qui voyaient là un moyen comme un autre de subvenir aux besoins vitaux de leurs salariés.
Le fardeau de la dîme vint s'ajouter à ce cocktail détonnant. À l'origine, l'église avait droit à 10 % des récoltes de la paroisse, mais les contributions en nature furent par la suite remplacées par des prélèvement en espèces versés directement au prêtre, qui se payait lui-même la plupart du temps grassement. La collecte de cette taxe était généralement très stricte, que le payeur appartînt ou non à la paroisse, et la somme réclamée était souvent bien supérieure à ce qu'une personne pauvre pouvait se permettre. Les demandes pour une réduction importante de la dîme furent récurrentes lors du soulèvement.

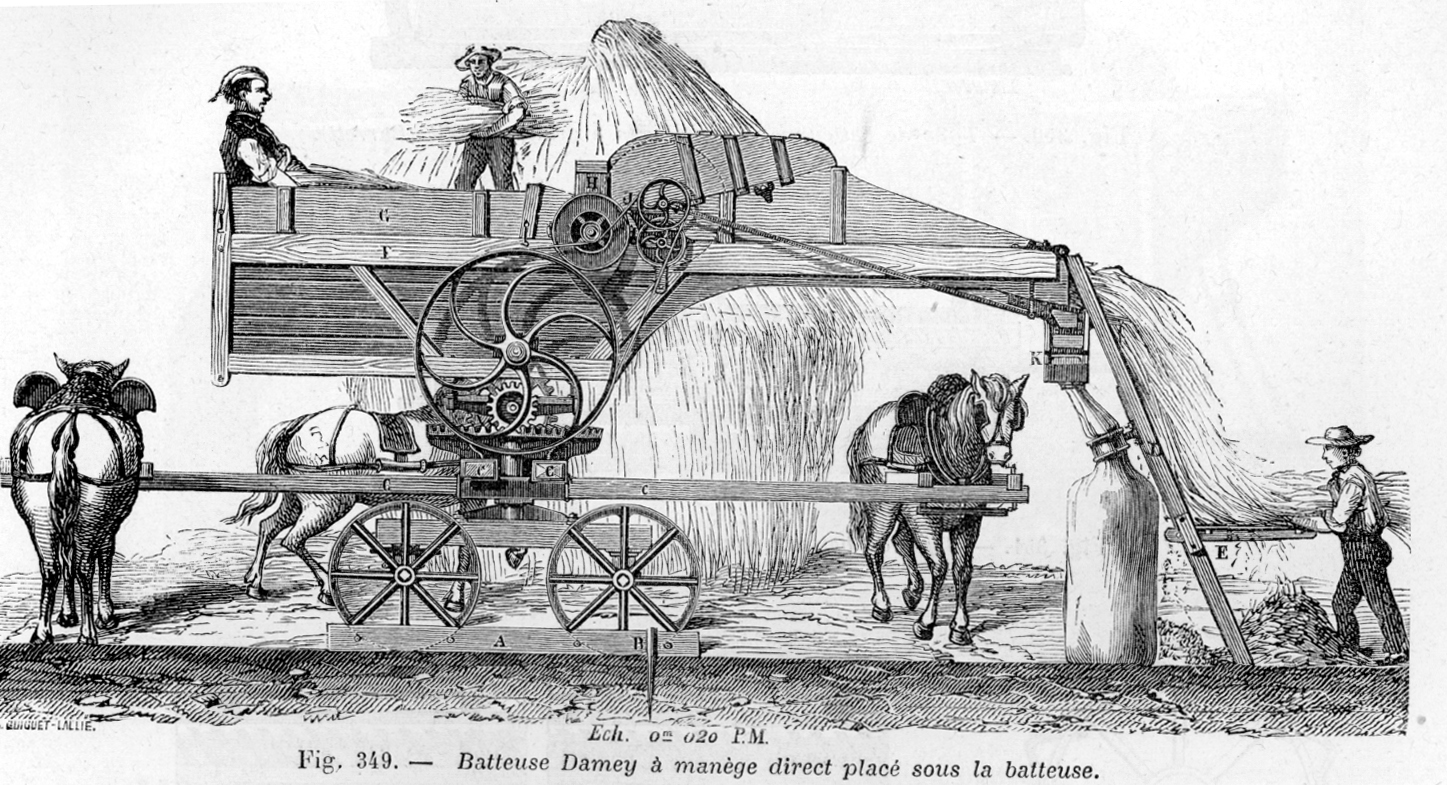
Un modèle de batteuse mue par un cheval

L'avènement des batteuses mues par des chevaux, capables de faire le travail de plusieurs hommes en moins de temps, fut la goutte d'eau qui fit déborder le vase. Elles furent rapidement mises en place dans les exploitations agricoles, mettant au chômage des centaines de milliers d'ouvriers. Après deux années de mauvaises récoltes en 1828 et 1829, les ouvriers agricoles vécurent l'arrivée de l'hiver 1830 avec appréhension.

## Les révoltes
La colère des travailleurs agricoles finit par éclater à la fin de l'été 1830. Les emplois devenant de plus en plus rares, les salaires de plus en plus réduits et l'avenir de leur profession de plus en plus sombre, les batteuses focalisèrent dans un premier temps le ressentiment de la masse des ouvriers. L'embrasement débuta dans la partie sud-est du comté de Kent où les insurgés démolirent les batteuses et menacèrent leurs propriétaires. Le soulèvement se propagea rapidement d'abord vers l'ouest dans les comtés de Surrey, Sussex, Middlesex et Hampshire avant de s'étendre au nord dans les Home Counties, les Midlands et l'Est-Anglie. La révolte finit par gagner les comtés de Lincolnshire, Yorkshire et Nottinghamshire, ce qui en fit l'un des plus grands soulèvements populaires depuis la Révolte des paysans de 1381.
Le mode d'action des ouvriers rebelles fut similaire. Des lettres de menaces, souvent signées Captain Swing, étaient envoyées aux magistrats, aux gros propriétaires terriens ainsi qu'aux ecclésiastiques paroissiaux et aux responsables locaux de l'application des Poor laws. Ces lettres réclamaient généralement une hausse des salaires, une réduction de la dîme et la destruction des batteuses par les propriétaires eux-mêmes, à défaut de quoi les ouvriers menaçaient de s'en charger. Si les avertissements étaient ignorés, les ouvriers se rassemblaient en groupes de 200 à 400 personnes et menaçaient ouvertement de représailles les oligarques locaux s'ils ne répondaient pas à leurs doléances. Les représailles se traduisaient ensuite par la destruction des machines agricoles, des workhouses et des greniers à grains servant à entreposer la dîme, puis les insurgés se dispersaient ou allaient dans les villages avoisinants. En dépit de la violence des slogans (« Bread or Blood » ; « du pain ou du sang »), aucun mort n'a été déploré pendant les révoltes qui n'ont eu pour conséquences que des destructions de biens, les incendies de granges et de récoltes étant commis en parallèle des manifestations à proprement parler.
Le mode d'action similaire aux multiples insurrections et la rapidité relative de leur propagation furent souvent attribués à l'action d'agitateurs de l'ombre cherchant à diffuser des idées révolutionnaires venues de France, où la révolution de Juillet avait éclaté un mois avant le début de l'insurrection dans le Kent ; mais la thèse des « agitateurs politisés » trouve peu de preuves précises. La lutte contre la dîme et les batteuses fut également soutenue par bon nombre de magistrats et de propriétaires terriens qui opposèrent peu de résistance à la destruction de milliers de machines agricoles dans tout le pays.
Toutefois, la répression ordonnée par le gouvernement et mise en œuvre par le Home Secretary Lord Melbourne fut dure. Les magistrats locaux, accusés par le gouvernement d'être trop indulgents, furent remplacés par une commission spéciale composée de trois juges chargée de traduire en justice les personnes ayant pris part à la révolte dans les contés de Berkshire, Buckinghamshire, Dorset, Wiltshire et Hampshire. Les promesses parfois extorquées sur la hausse des salaires et la réduction de la dîme ne furent pas toujours honorées. De multiples arrestations eurent lieu et les procès se sont soldés par 19 pendaisons et 481 condamnations au bagne en Australie.
Les Swing riots renforcèrent le malaise social et politique dans l'Angleterre des années 1830 et eurent une grande influence sur la politique menée par les gouvernements Whig successifs qui a mené à la New Poor Law de 1834, laquelle rendit les conditions de vie des pauvres encore plus pénibles en mettant fin à la charité en nature et en espèces en la remplaçant par des workhouses, conçues selon le principe que la vie dans ces « maisons de charité » devait être plus dure que toute vie à l'extérieur, pour éviter le développement d'une mentalité d'assistés.
L'importance à donner aux Swing riots dans les prémices de la lutte des classes en Angleterre fait encore débat chez les historiens contemporains.